# Secretul lui Wilhelm Storitz
Secretul lui Wilhelm Storitz (în franceză Le Secret de Wilhelm Storitz) este un roman de Jules Verne. Scris în 1898, romanul nu a fost publicat decât în 1910, după ce a fost remaniat de fiul său, Michel Verne. În 1977 a fost descoperită o versiune a manuscrisului original, fiind publicată pentru prima dată în 1985 de către Société Jules Verne.

## Povestea

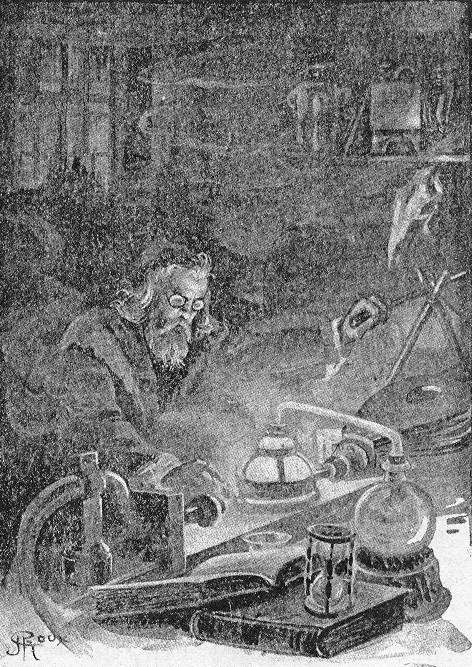

Inginerul de căi ferate Henri Vidal este invitat de fratele său mai mic, Marc, să îl viziteze în Ungaria. Marc este logodit cu fiica doctorului Roderich, Myra, dar aceasta este curtată și de Wilhelm Storitz.
Uniunea celor doi tineri este sabotată de o persoană necunoscută, pe care populația o crede a fi Storitz. Mulțimea înfuriată dă foc casei lui Storitz. Henri și șeful poliției, Stepark, aud o convorbire purtată de acesta și de servitorul său, Hermann, ambii fiind invizibili. Tentativa de a-l captura pe presupusul răufăcător eșuează, dar este urmată de dispariția Myrei.
În ziua următoare începe urmărirea celor doi și se descoperă că, odată uciși, ei redevin vizibili. În final, se descoperă că Myra nu dispăruse, ci stătuse în pat toată ziua în stare de invizibilitate. Din păcate, odată cu moartea lui Storitz este pierdut și secretul antidotului, astfel că Myra rămâne invizibilă pentru totdeauna.

### Capitolele cărții
Cartea are 19 capitole fără titlu.

## Ultimul manuscris trimis lui Hetzel

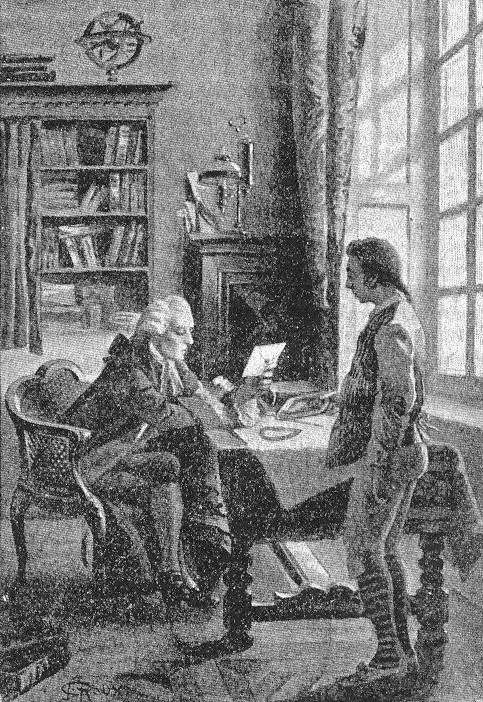

Romanul tratează un subiect similar celui al romanului lui H. G. Wells, Omul invizibil, apărut în 1897. Însă, în timp ce Wells se concentrează pe prezentarea tuturor inconvenientelor pe care le aduce invizibilitatea în ceea ce privește eroul, Verne prezintă perspectiva victimelor răzbunării implacabile și misterioase, ceea ce conferă operei o tensiune suplimentară. Rămânând fidel liniei directoare a Călătoriilor extraordinare, Jules Verne descrie în acest roman Ungaria, cu istoria și monumentele sale, exprimându-și respectul față de această națiune.
Prima versiune a romanului a fost finalizată în 1897, posibil după citirea unei traduceri a Omului invizibil a lui Wells. În jurul anului 1901, romanul a fost revizuit masiv, însă Verne nu era convins de calitatea operei sale fantastice, scriindu-i lui Hetzel:
„În locul Invizibilului (Storitz) despre care v-am vorbit, prefer să vă trimit Stăpân după Dumnezeu (Stăpânul lumii)”.
În septembrie 1904, simțindu-și sfârșitul aproape, scriitorul a ținut să-l vadă apărut pe Storitz la începutul anului 1905, împreună cu Invazia mării:
„Marea sahariană (Invazia mării) va fi urmată de Secretul lui Storitz, un volum pe care vreau să îl văd publicat în timpul vieții”.
În luna decembrie a anului 1904, Hetzel l-a vizitat pe Verne la Amiens și, după ce a ascultat subiectul lui Storitz, și-a dat seama că acesta nu este potrivit pentru Magasin, ci ar necesita serializarea într-un revistă pentru adulți. Așteptând ocazia unei astfel de publicări, Jules Verne a renunțat la Storitz în februarie 1905:
„Vă voi trimite curând noul manuscris. Probabil că nu va fi cel despre care v-am vorbit, Invizibilul, ci Farul de la capătul lumii, din cel mai îndepărtat loc al Țării de Foc”.
Hetzel a fost încântat de titlul Farului, care succeda Invazia mării, "alt titlu de succes". El i-a cerut lui Verne un nou manuscris, iar scriitorul - deja grav bolnav - a înțeles că editorul dorește "Logodnica invizibilă" și i-a trimis manuscrisul însoțit de câteva explicații pe 5 martie, cu 19 zile înaintea morții sale:
„Deoarece preferați Secretul lui Storitz, vi-l trimit miercuri și îl veți primi joi. Storitz, invizibilul, este Hoffmann în stare pură, iar Hoffmann n-a îndrăznit să meargă așa departe. Poate că ar fi nevoie de mici retușuri pentru Magasin, iar titlul operei ar putea fi Logodnica invizibilă”.
Jules Verne a decedat pe 24 martie, iar manuscrisul se afla încă în mâinile editorului său. Ulterior, adaptând romanul tatălui său, Michel Verne a făcut două modificări fundamentale. Mai întâi, la insistențele lui Louis-Jules Hetzel, a modificat perioada în care se petrece acțiunea, deși nu a înețeles motivul acestei dorințe:
„Pentru Storitz, ați dorit schimbarea perioadei în care se petrece acțiunea. Nu am înțeles motivul, dar m-am conformat dorinței dvs., deși asta a necesitat o rescriere completă a cărții și vânarea tuturor termenilor moderni gen kilometru, gram, franc, factor, etc. Poate au mai rămas unii!”.
Într-adevăr, au mai rămas. De altfel, Jules Verne a părăsit rareori cadrul secolului al XIX-ea în operele sale. A făcut acest lucru doar pentru două opere despre Revoluția franceză (Le Comte de Chanteleine et Drumul Franței), pentru trei opere a căror acțiune se petrece în secolul XX (Parisul în secolul al XX-lea, Insula cu elice și Stăpânul lumii - deși pentru ultimele două romane nu se furnizează o dată fixă) și pentru câteva nuvele. În ceea ce privește romanul de față, Verne alesese perioada de pace de la sfărșitul secolului al XIX-lea, diferită de anul dorit de Hetzel, 1757, în care Franța se afla în plin război.
A doua modificare importantă privește sfârșitul romanului. Michel Verne o face pe Myra Roderich să reapară, pe când în versiunea tatălui său ea rămâne invizibilă, fiind vizibilă doar în portretul realizat de logodnicul ei, Marc Vidal.
Începând cu anul 1996, versiunea originală a lui Jules Verne a devenit disponibilă, ea fiind publicată în Éditions de l'Archipel în 1996, apoi la Gallimard-Folio în 1999.

## Teme abordate în cadrul romanului
- Invizibilitatea, temă similară cu cea din romanul Omul invizibil a lui H. G. Wells
- Folosirea tehnologiei în scopuri malefice (similar modului de operare a lui Nemo în 20.000 de leghe sub mări și al lui Robur în Robur Cuceritorul și Stăpânul lumii)
- Comunitatea speriată de folosirea unei tehnologii pe care nu o înțelege și pe care o pune pe seama magiei (la fel cu situația prezentă în Castelul din Carpați)

## Lista personajelor
- Henri Vidal - 33 de ani, inginer de căi ferate
- Marc Vidal - 28 de ani, pictor
- Myra Roderich - 20 de ani, logodnica lui Marc Vidal
- Haralan Roderich - 28 de ani, fratele Myrei
- Dr. Roderich' - 50 de ani, tatăl Myrei
- Dna. Roderich - 45 de ani, mama Myrei
- Wilhelm Storitz - 35 de ani
- Otto Storitz - mare alchimist, tată al lui Wilhelm, acum decedat
- Heinrich Stepark - șeful poliției locale
- Hermann - servitorul lui Wilhelm Storitz
- Armgard - locotenent, prieten cu Haralan Roderich
- Mr Neuman - judecător

## Adaptări
Romanul a fost ecranizat în 1967 de Eric Le Hung pe baza unei adaptări făcute de Claude Santelli. Produs de ORTF, filmul a fost difuzat în cadrul emisiunii de televiziune "Le Théâtre de la jeunesse", avându-i în rolurile principale pe Jean-Claude Drouot, Michel Vitold, Bernard Verley și introducând câteva scene din Castelul din Carpați.
În 2012, INA a lansat pe DVD adatarea în cadrul colecției sale "Les Inédits fantastiques", alături de adaptările după Indiile negre (realizată de Marcel Bluwal) și Maestrul Zacharius (realizată de Pierre Bureau)

## Traduceri în limba română
- 1982 - Clovis Dardentor. Secretul lui Wilhelm Storitz, Ed. Ion Creangă, Colecția "Jules Verne", vol. 32, traducere Tatiana Popescu-Ulmu, 276 pag.
- 2002 - Secretul lui Wilhelm Storitz, Ed. Corint, traducere Isabelle Pavel, 148 pag., ISBN  973-6533-85-9
- 2010 - Clovis Dardentor. Secretul lui Wilhelm Storitz, Ed. Adevărul, Colecția, "Jules Verne", vol. 32, traducere Daniela-Andreea Andronic, 340 pag., ISBN 978-606-539-178-9